# Számítógépes helyfoglalási rendszer
A számítógépes helyfoglalási rendszerek vagy központi helyfoglalási rendszerek ( CRS ) olyan számítógépes rendszerek, amelyeket légi utazással, szállodákkal, autóbérléssel vagy egyéb tevékenységekkel kapcsolatos információk tárolására és lekérésére, valamint tranzakciók lebonyolítására használnak. Az eredetileg légitársaságok által tervezett és üzemeltetett CRS-eket később utazási irodák és globális elosztórendszerek (GDS-ek) is használhatták több légitársaság jegyeinek lefoglalására és értékesítésére. A legtöbb légitársaság kiszervezte CRS-eit GDS-cégekhez, amelyek az internetes átjárókon keresztül is lehetővé teszik a fogyasztók hozzáférését.
A modern GDS-ek jellemzően lehetővé teszik a felhasználók számára, hogy szállodai szobákat, bérautókat, repülőjegyeket, valamint egyéb tevékenységeket és túrákat foglaljanak. Egyes piacokon hozzáférést biztosítanak vasúti és buszjáratok foglalásához is, bár ezek nem mindig integráltak a fő rendszerbe. Emellett számítógépes információkat továbbítanak a szállodaipar felhasználói számára, segítve a foglalásokat és biztosítva, hogy a szálloda ne legyen túlfoglalt.
A légitársaságok foglalási rendszerei gyakran integrálva vannak egy nagyobb utasszolgáltatási rendszerbe, amely magában foglalja a légitársaság készletkezelő rendszerét és az indulásvezérlő rendszert is. A jelenlegi központosított foglalási rendszerek azonban sérülékenyek a hálózati szintű rendszerleállásokkal szemben.

## Történelem

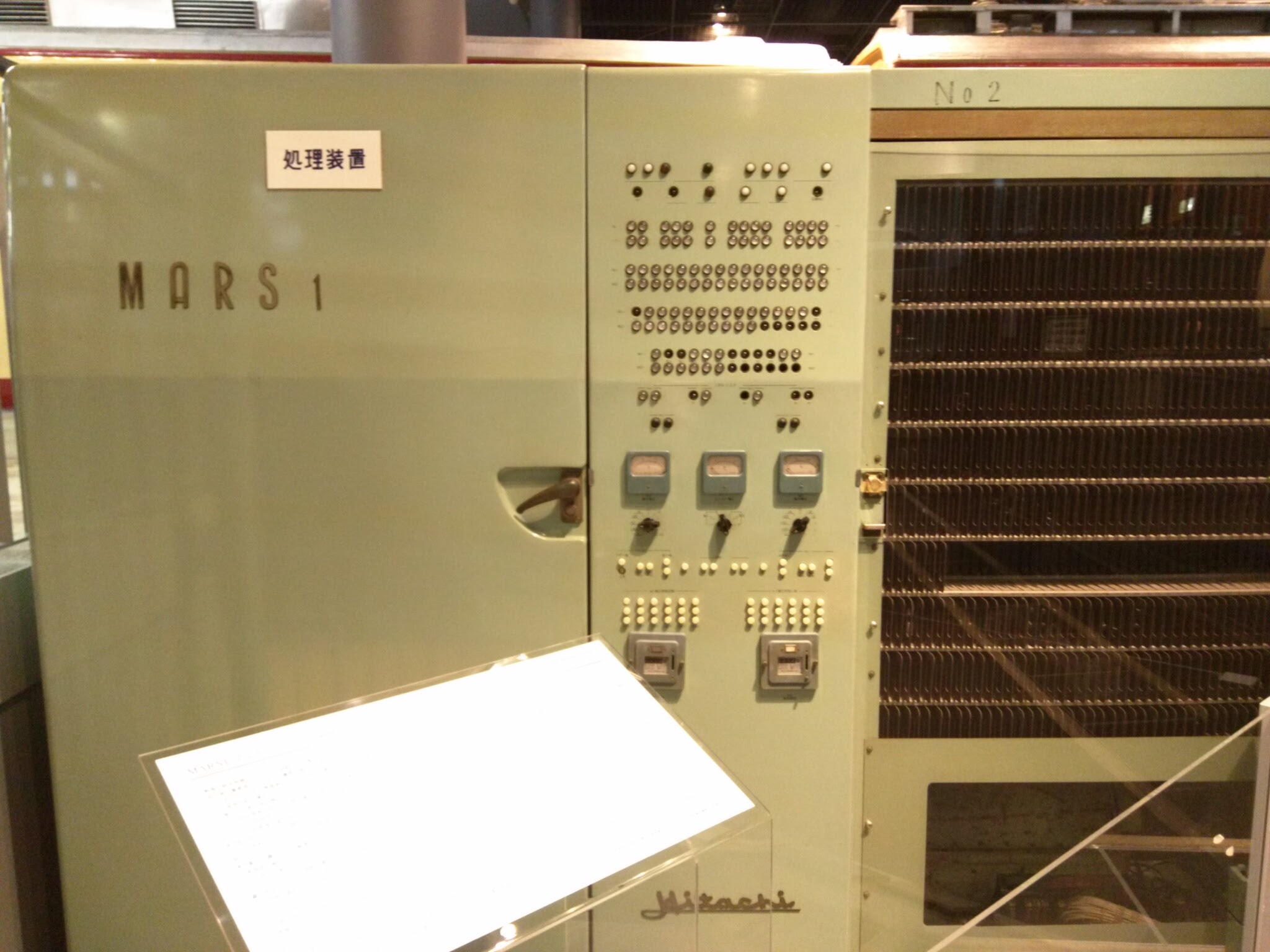
A MARS-1 megőrzött nagyszámítógépes egysége a szaitamai JR East Railway Museumban, 2015. szeptember.

### MARS-1
A MARS-1 vonatjegy-foglalási rendszert az 1950-es években a Japán Nemzeti Vasutak K+F Intézete (ma Vasúti Műszaki Kutatóintézet) tervezte és fejlesztette, a rendszert végül a Hitachi állította elő 1958-ban.  Ez volt a világ első helyfoglalási rendszere vonatokhoz.  Az MARS-1 képes volt ülőhelyek lefoglalására, és egy tranzisztoros számítógép irányította, amely egy központi feldolgozó egységgel és egy 400,000 bit kapacitású mágnesdobos memóriaegységgel rendelkezett az ülésadatok tárolására. Számos regisztert használt az ülőhelyek foglaltságának vagy szabad állapotának jelzésére, hogy gyorsítsa az ülésminták keresését és frissítését, a terminálokkal való kommunikációt, a foglalási bizonylatok nyomtatását és a CRT kijelzők megjelenítését.

### Távoli hozzáférés
1953-ban a Trans-Canada Airlines (TCA) egy távoli terminálokat tartalmazó számítógép-alapú rendszer vizsgálatába kezdett, és azon a nyáron tesztelt egy tervet a Torontói Egyetem Ferranti Mark 1 gépén. Noha sikeres volt, a kutatók azt találták, hogy a bemenet és a kimenet nagy probléma. A Ferranti Canada bekapcsolódott a projektbe, és új rendszert javasolt lyukkártyákkal és tranzisztoros számítógéppel a megbízhatatlan csőalapú Mark I helyett. Az így létrejött rendszer, a ReserVec 1962-ben kezdte meg működését, és 1963 januárjában vette át az összes foglalási műveletet. . A TCA valamennyi jegyirodájában terminálokat helyeztek el, így minden lekérdezés és foglalás körülbelül egy másodperc alatt befejeződött, távoli szolgáltatók nélkül.
1953-ban az American Airlines vezérigazgatója, C. R. Smith egy Los Angeles és New York közötti repülőúton véletlenül R. Blair Smith mellett ült, aki az IBM egyik rangidős értékesítési képviselője volt. C. R. meghívta Blairt, hogy látogassa meg a Reservisor rendszerüket, és keressen módokat az IBM segítségével a rendszer fejlesztésére. Blair értesítette Thomas Watson Jr.-t, hogy az American Airlines jelentős együttműködésben érdekelt, és egy sor alacsony szintű tanulmány indult. Egy automatizált légitársasági foglalási rendszer (ARS) ötletéből 1959-ben megszületett a Fél-Automata Üzleti Kutatási Környezet (Semi-Automatic Business Research Environment, SABRE) nevű projekt, amelyet a következő évben indítottak el. Mire a hálózat 1964 decemberére elkészült, ez volt a világ legnagyobb civil adatfeldolgozó rendszere.
Más légitársaságok is létrehozták saját rendszereiket. A Pan Am 1964-ben indította el PANAMAC rendszerét, míg a Delta Air Lines 1968-ban vezette be a Delta Automated Travel Account System (DATAS) nevű rendszerét. Az United Airlines és a Trans World Airlines 1971-ben követte őket, az Apollo Foglalási Rendszerrel és a Programmed Airline Reservation System (PARS) rendszerrel. Hamarosan az utazási irodák elkezdtek egy olyan rendszerért lobbizni, amely automatizálhatná az ő oldalukon a folyamatokat, közvetlen hozzáférést biztosítva a különböző ARS-ekhez, hogy foglalásokat végezhessenek. Attól tartva, hogy ez túl nagy hatalmat adna az ügynökök kezébe, az American Airlines vezetője, Robert Crandall egy iparági szintű számítógépes foglalási rendszer létrehozását javasolta, amely központi elszámolóházként működne az amerikai utazások számára. Más légitársaságok azonban vonakodtak, mivel attól tartottak, hogy ez sérthetné az Egyesült Államok trösztellenes törvényeit.

### Utazási iroda hozzáférés
1976-ban a United Airlines elkezdte kínálni az Apollo rendszerét az utazási irodáknak; noha nem teszi lehetővé az ügynökök számára, hogy a United versenytársainál jegyet foglaljanak, a kényelmes terminál marketingértéke nélkülözhetetlennek bizonyult. A SABRE, a PARS és a DATAS hamarosan megjelent az utazási irodák számára is. A légitársaságok 1978-as deregulációját követően a hatékony CRS különösen fontosnak bizonyult; Egyes vélemények szerint a Texas Air ügyvezetője, Frank Lorenzo kifejezetten azért vásárolta meg a pénzt vesztes Eastern Air Linest, hogy megszerezze a SystemOne CRS-e feletti irányítást.
Szintén 1976-ban a Videcom international a British Airways- szel, a British Caledonian-nal és a CCL-lel elindította a Travicomot, a világ első többszörös hozzáférésű helyfoglalási rendszerét (teljesen Videcom technológián alapuló), amely hálózatot alkotott, amely kezdetben két, majd 49 előfizető nemzetközi légitársaságot (beleértve a British Airwayst is) kínál., British Caledonian, Trans World Airlines, Pan Am, Qantas, Singapore Airlines, Air France, Lufthansa, Scandinavian Airlines System, Air Canada, KLM, Alitalia, Cathay Pacific és Japan Airlines ) utazási irodák ezreihez az Egyesült Királyságban. Lehetővé tette az ügynökök és a légitársaságok számára, hogy egy közös elosztási nyelven és hálózaton keresztül kommunikáljanak, és 1987-re az Egyesült Királyság légitársasági kereskedelmi foglalásainak 97%-át kezelték. A rendszert a Videcom a világ más részein is lemásolta, beleértve a Közel-Keleten (DMARS), Új-Zélandon, Kuvaitban (KMARS), Írországban, a Karib-térségben, az Egyesült Államokban és Hongkongban. A Travicom a Travel Automation Services Ltd. kereskedelmi neve volt. Amikor a British Airways (akkor a Travel Automation Services Ltd. 100%-os tulajdonosa) úgy döntött, hogy részt vesz a Galileo rendszer fejlesztésében, a Travicom kereskedelmi nevét Galileo UK-ra változtatta, és megkezdődött a migrációs folyamat. az ügynökségek Travicomtól Galileóba való áthelyezése érdekében.
Az európai légitársaságok is elkezdtek befektetni ezen a területen az 1980-as években, kezdetben saját foglalási rendszereiket telepítve hazájukban. Ezt a növekvő utazási igények és a technológiai fejlődés ösztönözte, amelyek lehetővé tették, hogy a GDS-ek egyre több szolgáltatást és keresési lehetőséget kínáljanak. 1987-ben az Air France és a Nyugat-Németországban működő Lufthansa vezetésével egy konzorcium fejlesztette ki az Amadeus rendszert, amelyet a SystemOne mintájára terveztek. Az Amadeus Global Travel Distribution 1992-ben indult el. 1990-ben a Delta, a Northwest Airlines és a Trans World Airlines megalapította a Worldspan-t, míg 1993-ban egy másik konzorcium (amelyben többek között a British Airways, a KLM és az United Airlines is részt vett) létrehozta az Apollo alapjaira épülő versenytárs Galileo GDS-t. Számos kisebb cég, például a KIU is megalakult, hogy olyan speciális piacokat szolgáljon ki, amelyeket a négy legnagyobb hálózat nem fedett le, ideértve a diszkont légitársaságok szegmensét, valamint a kis- és közepes méretű belföldi és regionális légitársaságokat.

## Trendek
A globális elosztórendszerek (GDS-ek) hosszú évek óta domináns pozícióban vannak az utazási ágazatban. A GDS-ek megkerülése és a magas GDS-díjak elkerülése érdekében a légitársaságok megkezdték a járatok értékesítését közvetlenül a weboldalaikon keresztül.  A GDS-ek megkerülésének másik módja az utazási irodákkal, például az American Airlines-szal való közvetlen kapcsolat.

## Főbb légitársaságok CRS-rendszerei
| Név                                                                        | Létrehozta | Légitársaságok, amelyek használják: | Továbbá használja: |
| -------------------------------------------------------------------------- | --- | --- | --- |
| AirCore                                                                    | - Unisys | - GDS and other PSS systems, Low Cost Airlines, Full Services Carriers, Hybrid Airlines | - Several large corporations |
| Abacus (purchased by Sabre in 2015)                                        | - All Nippon Airways - Cathay Pacific - China Airlines - EVA Airways - Garuda Indonesia - Malaysia Airlines - Philippine Airlines - Royal Brunei Airlines - SABRE - Singapore Airlines | | - Online utazási irodák Több mint 450 egyéni légitársaság Több mint 25 ország az Ázsia-Csendes-óceán régióban Több mint 80 000 szálloda |
| ACCELaero                                                                  | - ISA, Information Systems Associates FZE | - Air Arabia - Kam Air - Mahan Air - Zest Air - Over 14 airlines including low-cost carriers and full-service carriers | |
| Amadeus (1987)                                                             | - Air France - Iberia Airlines - Lufthansa - Scandinavian Airlines System | - All Nippon Airways - Aegean Airlines - Air India - Air Canada - Air Algérie - Air Astana - Air Caraïbes - Air Corsica - Air Côte d'Ivoire - Air Dolomiti - Air France - Air Greenland - Air Mauritius - Air Serbia - Air Tahiti Nui - Air Vanuatu - airBaltic - Aircalin - Asiana Airlines - Austrian Airlines - Avianca - Bangkok Airways - Binter Canarias - British Airways - Brussels Airlines - Bulgaria Air - Camair-Co - CapeAir - Cathay Pacific - China Airlines - Cimber Sterling - Corsair - Croatia Airlines - Czech Airlines - EgyptAir - El Al - Etihad Airways - EVA Airways - Fiji Airways - Finnair - Flybe - Garuda Indonesia - Hawaiian Airlines - Hunnu Air - Iberia - Icelandair - Japan Airlines - KLM - Kenya Airways - Korean Air - Kuwait Airways - LACSA - Libyan Airlines - LOT - Lufthansa - Malaysia Airlines - MIAT Mongolian Airlines - Middle East Airlines - OpenSkies - Philippine Airlines - Qantas - Qatar Airways - Rossiya - Royal Air Maroc - Royal Brunei Airlines - Royal Jordanian - Ukrainian International Airlines - S7 Airlines - Safi Airways - SATA Air Açores - SATA International - Saudia - Scandinavian Airlines - Seaport Airlines - Singapore Airlines - South African Airways - Southwest Airlines - SriLankan Airlines - Starlux Airlines - Swiss International Air Lines - TACA Airlines - TAM Airlines - TAM Mercosur - TAP Portugal - Thai Airways - Thai Smile - Thai Vietjet Air (soon) - Toumaï Air Tchad - Trans Air Congo - Tunisair - Turkish - Twin Jet - VietJet Air (soon) - Uni Air - Ural Airlines - Widerøe | - 144 légitársasági utasszolgáltatási rendszer ügyfél, 60 000 légitársasági értékesítési irodán keresztül világszerte 90 000 utazási iroda világszerte, mind offline, mind online, 195 országban. Az online irodák közé tartoznak: - Yatra.com - MakeMyTrip - Expedia - ebookers - CheapTickets - Opodo - Jetabroad 440 foglalható légitársaság (köztük több mint 60 diszkont légitársaság) Több mint 100 000 egyedi szálloda 30 autókölcsönző vállalat, több mint 36 000 autókölcsönző helyszínnel 21 hajóutakat szervező társaság 203 túraszervező 103 vasúti szolgáltató 23 utazási biztosítótársaság |
| ameliaRES                                                                  | - InteliSys Aviation Systems | - Over 40 low-cost carriers and regional airlines* - VietJet Air - Thai VietJet Air - Air Borealis - Air Liaison - Air Saint-Pierre - Air Timor - Bearskin Airlines - Calm Air - Central Mountain Air - Cronos Airlines - DAC Aviation International - Flair Airlines - Int'Air Iles - Lao Skyway - Pacific Coastal Airlines - PAL Airlines - Pascan Aviation - Perimeter Aviation - SKS Airways - SkyTrans Airlines - Surinam Airways - Tailwind Aviation - VI Air Link - Thai Platinum International Airlines - Vieques Air Link - Wasaya Airways LP - Wildcat Touring - Wilderness Seaplanes | |
| Avantik PSS                                                                | - Bravo Passenger Solutions | - Alliance Airlines - Aurginy - Bassaka Air - Cobham - Edelweiss Air - La Compagnie - Peach - People's - Sky Express - Susi Air - Tara Air - Tassili Airlines - Yeti Airlines | - Online Travel Agencies |
| Axess                                                                      | | - Japan Airlines | |
| Deltamatic (PSS)                                                           | - Delta Air Lines | - Delta Air Lines - Virgin Atlantic | |
| Crane                                                                      | - Hitit | - Aero Contractors - Air Manas - Air Mediterranean - Air Namibia - Air Tuerk - APG Airlines - Arik Air - Bahamas Air - Chalair - Euro Airlines - Kamair - Nesma Airlines - Passion Air - Pakistan International Airlines - Pegasus Airlines - Precision Air - Turkmenistan Airlines - Nouvel Air - Air Tanzania - K2 Airlines - FlyArystan - Uganda Airlines - OneSky - Blue Stream - Libyan Wings - Sky Mali - Win Air - Animawings - Air Seychelles - Contour Airlines - Yemenia Airways - Nella Linhas Aeros - Mai Air - Air KBZ - Daallo - Cabo Verde - Royal Brunei Airlines | |
| Internet Booking Engine                                                    | - Mercator | - Qatar Airways - Sri Lankan Airlines - SAS Braathens | - Több mint 3 egyéni légitársaság |
| KIU                                                                        | | - Air Cuenca - EasyFly - Guinea Líneas Aéreas - LASER Airlines - LC Busre - Línea Aérea Amaszonas - MAYAir - SAEREO - Sol América - Star Perú - Tiara Air - Transportes Aéreos Cielos Andinos - ValueJet - Venezolana | - Több mint 20 egyéni légitársaság Több mint 10 ország Latin-Amerikában, Észak-Amerikában, Afrikában és Európában Utazási irodák és nagykereskedelmi túraszervezők világszerte |
| MARS                                                                       | - Railway Technical Research Institute - Hitachi | | - Japan Railways Group - Japán utazási irodák |
| Mercator                                                                   | - Emirates | - Air Malawi - Air Tanzania - Air Transat - Air Zimbabwe - CTK – CiTylinK - Danube Wings - Emirates - flydubai - InterSky - Merpati Nusantara Airlines - People's - Sky Work Airlines - Surinam Airways - Syrian Air - Yemenia - Zest Airways | |
| Navitaire                                                                  | | - AirAsia - AirAsia X - Amerijet International - Andes - Azul - Blue Air - Cebu Pacific - Citilink - Eastar Jet - Firefly - Frontier Airlines - Eurowings - Flynas - Go First - Gol Transportes Aéreos - Hong Kong Express Airways - IndiGo - Interjet - Jambojet - Jazeera Airways - Jetstar - Jetstar Asia Airways - Jetstar Pacific Airlines - KC International - Lion Air - Pobeda - Porter Airlines - Ryanair - Scoot - Spirit Airlines - SpiceJet - Sun Country - Swoop - Tiger Airways - Transavia.com - TUIfly - TUI - Thai AirAsia - Volaris - Wizz Air | |
| PARS/SHARES by EDS                                                         | | - Air Nigeria - Braniff International Airways - COPA Airlines - Hawaii Island Air - United Airlines | |
| Patheo                                                                     | - Finnair - KLM - Lufthansa | | - Online utazási irodák, beleértve: - Airgorrila - American Express - Anyfares - Flights |
| Radixx                                                                     | | - Aerocon - Africa World Airlines - Air India Express - Air Rarotonga - Air Turks &amp; Caicos - Eznis - Federal Air - Fly Dubai - Freedom Air Guam - Great Lakes Aviation - Gryphon - JetUs - Lydd Air - Mokulele - Nature Air - Nok Air - Polynesian - Primera Air - Rotana Jet - Syphax Airlines - Transat Tours - Wingo | |
| Sabre (1960)                                                               | - American Airlines | - Aeroflot - Aerolíneas Argentinas - Aeroméxico - Air Malta - Air New Zealand - Air Serbia - Alaska Airlines - American Airlines - Avior Airlines - Bahamasair - Bearskin Airlines - Canadian North - Central Mountain Air - COPA Airlines - Cyprus Airways - Ethiopian Airlines - First Air - Gulf Air - JetBlue - LATAM Airlines - LATAM Ecuador - LATAM Perú - Oman Air - Pakistan International Airlines - RavnAir Group - SBA Airlines - TRIP Linhas Aéreas - Vietnam Airlines - Virgin Australia - WestJet | - Online utazási irodák: - Travelocity - Lastminute.com - Travel Guru - Priceline - Menetrendek 400 légitársaság számára - 380 légiközlekedési ipari ügyfél, köztük 44 légitársaság, amelyek az összes nagy szövetséget képviselik - 88 000 szálloda - 50 vasúti szolgáltató - 180 túraszervező - 13 hajózási társaság - 24 autókölcsönző márka, amelyek 30 000 helyszínt szolgálnak ki - 9 limuzin szolgáltató, több mint 33 500 földi szolgáltatót biztosítva - 55 000 utazási iroda több mint 100 országban                                                                                           |
| Sell-More-Seats                                                            | - WorldTicket | - More than 55 scheduled carriers, charter carriers and low-cost carriers in Europe, Africa, Asia, Middle East and Central America | |
| SkyVantage Airline Software                                                | | - ABM Air - Africa's Connection - Air Century - Air Unlimited - Branson AirExpress - Caicos Express Airlines - Caribbean Helicopters - Denver Air - One Caribbean - Pacificair - Sansa - Sky Bahamas - Sunshine Coast Air - Watermakers Air - Western Air | |
| Travel Technology Interactive                                              | - Travel Technology Interactive Group | - Over 40 low-cost carriers, regional airlines and Legacy carriers of which - Air Antilles Express - Air KBZ - Europe Airpost - Ewa Air - Jubba Airways - Our Airline - Passaredo Linhas Aéreas - SATENA - Zanair | - Utazási irodák és nagykereskedelmi túraszervezők világszerte |
| TravelSky                                                                  | | - Air China - Air Macau - China Eastern Airlines - China Southern Airlines - Hainan Airlines - Hong Kong Airlines - Shandong Airlines - Shanghai Airlines - Sichuan Airlines - Air Manas | - Online utazási irodák, beleértve: - Ctrip - eLong - mangocity |
| Travelport GDS Includes Apollo (1971), Galileo (1987) and Worldspan (1990) | - Apollo: United Airlines. - Galileo: British Airways, KLM, Alitalia, Swissair, Austrian Airlines, Olympic Airways, Sabena, TAP Air Portugal, Aer Lingus. - Worldspan: Delta Air Lines, Northwest Airlines (Northwest Airlines merged with Delta Air Lines which uses Deltamatic), Trans World Airlines (merged with American Airlines which currently uses Sabre). | | - Zuji - BookIt.com - ebookers - Expedia - Flight Centre - Hotels - Hotwire - Orbitz - Priceline - Trailfinders - Webjet - Travel Agencies - Online Travel Services - Airlines - Corporations |

## Egyéb rendszerek
- Polyot-Sirena

## Fordítás
Ez a szócikk részben vagy egészben  a   Computer reservation system című angol Wikipédia-szócikk fordításán alapul.  Az eredeti cikk szerkesztőit annak laptörténete sorolja fel. Ez a jelzés csupán a megfogalmazás eredetét és a szerzői jogokat jelzi, nem szolgál a cikkben szereplő információk forrásmegjelöléseként.